# Athysanota vestalis
Athysanota vestalis är en fjärilsart som beskrevs av Aurivillius 1895. Athysanota vestalis ingår i släktet Athysanota och familjen juvelvingar. Inga underarter finns listade i Catalogue of Life.